# 伍利奇兵工廠站
伍利奇兵工廠站（英語：Woolwich Arsenal station）是英國國營鐵路公司和碼頭區輕便鐵路的一個車站，位於格林威治區的伍利奇地區。伍利奇兵工廠站由東南鐵路公司管理，站名來自於附近的伍利奇兵工廠。該站是碼頭區輕軌鐵路唯一一個位於倫敦第4收費區的車站。